# Tipus de planetes
La classificació de tipus de planetes existents és força heterogènia, no solament perquè no hi ha un criteri unànimement acceptat sinó perquè les constants descobertes de nous planetes amplien i defineixen la tipologia existent, sovint establerta a partir dels més coneguts, els pertanyents al sistema solar.

## Planetes segons la composició
El primer tipus és el planeta tel·lúric, sòlid i amb una composició basada en silicats, com la Terra, per això també rep el nom de planeta terrestre. Altres planetes tel·lúrics serien els de tipus planeta de carboni, com WASP-12b. Quan a l'escorça hi apareixen els elements mig fosos, es parla d'un planeta de lava, tot i que encara no s'ha confirmat completament la seva existència i podrien ser planetes en fase de formació.
Dins dels planetes tel·lúrics es pot establir una divisió segons la presència d'aigua, així el planeta desert seria aquell on l'aigua líquida està absent, o en quantitats molt petites. El seu oposat seria el planeta oceà, on l'aigua cobriria tota la superfície. La Terra seria un punt intermedi en tenir terres emergides i grans mars. El planeta gelat posseeix abundància d'aigua però per la seva temperatura aquesta no apareix en forma líquida a la superfície, només a l'interior, de manera anàloga al que passa a Europa. En l'altre extrem està el planeta sauna, amb una temperatura molt alta però on encara es pot retenir aigua.
El gegant de glaç és un planeta de composició complexa: un nucli sòlid de silicat, glaços permanents i abundància de gasos, com Neptú. Un subtipus, el Neptú ardent, manté aquestes característiques però la seva proximitat a l'estrella fa que tingui unes temperatures superiors als altres membres de la família. El gegant gasós, per acabar, està compost de gasos, amb un nucli sòlid molt petit o inexistent. Aquest pot arribar a perdre la part gasosa, esdevenint un planeta ctònic.

## Planetes segons la mida
La referència per dividir els planetes segons la seva mida són novament els planetes del sistema solar. Els que tenen una massa que duplica la de Júpiter (o més gran) reben el nom de Super-Júpiters o planetes superjovians. Els planetes jovians tenen una mida similar a la d'aquest. Els planetes neptunians tenen un radi inferior al de Júpiter i reben el seu nom de Neptú. Les super-terres són les que dupliquen la mida de la Terra, mentre que les sub-terres fan la meitat. Els planetes mercurials són encara més petits.

## Planetes segons la temperatura
La temperatura mitjana de la seva superfície ha estat un criteri àmpliament usat, especialment perquè determina l'habitabilitat planetària. Els planetes M o mesoplanetes, com la Terra, mantenen regularment una temperatura que oscil·la entre els 0° i els 50 °C, tot i que determinades zones puguin assolir altres valors en algunes circumstàncies, com la variació estacional terrestre. Els termoplanetes o planetes de classe T superen els 50º i els hipertermoplanetes els 100º de mitjana. Per contra, els planetes de classe P solen moure's entre els 0° i els 50 graus sota zero i els més freds de tots, els de classe hP, assoleixen unes mitjanes per sota els 50 °C.